# Confederação Brasileira de Rugby
La Confederação Brasileira de Rugby (Confederación Brasilera de Rugby) es el órgano supremo del rugby en el Brasil. Fue fundada en 1972 y se unió a la International Rugby Board en 1995. El actual presidente de la Asociación es Sami Arap Sobrinho.
La confederación tiene seis federaciones estaduales afiliadas: Gaúcha (Rio Grande do Sul), Catarinense (Santa Catarina), Paranaense (Paraná), Paulista (São Paulo), Mineira (Minas Gerais), y Fluminense (Río de Janeiro). Las demás federaciones estaduales no están afiliadas a la CBRu.
La institución organiza el Campeonato Brasileño de Rugby (Serie A / Súper 12), la Taça Tupi (Serie B), y el Campeonato Brasileiro de Rugby Seven.

## Historia
El 6 de octubre de 1963, fue fundada en São Paulo a la União de Rugby do Brasil (URB) para organizar y difundir el deporte en el país. En el momento había sólo tres equipos en São Paulo y Río de Janeiro, en su mayoría de jugadores extranjeros. Los dirigentes no oficializaron la institución en el Consejo Nacional de Deportes.
El 20 de diciembre de 1972 URB fue sustituido por la Associação Brasileira de Rugby (ABR), el crecimiento del rugby en 1963 a Brasil en 1972 no tenía más a la falta de apoyo financiero y material de los organismos deportivos locales, estaduales y federales. Por lo tanto, la dirección facilitada por el Consejo Nacional para la legalización de la entidad deportiva. A comienzos del 2010 pasó a llamarse Confederação Brasileira de Rugby (CBR) o (CBRu) según reza en su escudo.

## Presidentes
- Sydney Smith Junior (1973 - 1976)
- Michael Stewart Norris (1977 - 1978)
- Rômulo Mariano Carneiro da Cunha (1979 - 1983)
- Leon William Rheims (1984 - 1986)
- Luiz Eduardo de Magalhães Gouvêa Filho (1987 - 1992)
- Sérgio Rogério Cesário Costa (1993 - 1996)
- Jean-François Teisseire (1997 - 2002)
- Roberto de Magalhães Gouvêa (2003 - 2008)
- Aluisio Dutra Júnior (2009)
- Sami Arap Sobrinho (2010 en adelante)